# Body to Body, Job to Job
Body to Body, Job to Job – album kompilacyjny amerykańskiego zespołu Swans, wydany w 1991 przez Young God Records.
Składanka zawiera niepublikowane wcześniej kompozycje zarejestrowane w różnych składach w latach 1982–1985: nagrania koncertowe, pętle dźwiękowe oraz inne wersje niektórych utworów z wczesnych albumów studyjnych grupy. Muzykę na płycie skomponowali wszyscy członkowie zespołu, teksty napisał Michael Gira.

## Lista utworów
Wersja LP / CD:
| Nr  | Tytuł utworu                                      | Długość |
| --- | ------------------------------------------------- | ------- |
| 1.  | „I'll Cry for You”                                | 5:45    |
| 2.  | „Red Sheet”                                       | 3:03    |
| 3.  | „Loop 33”                                         | 1:08    |
| 4.  | „Your Game”                                       | 3:58    |
| 5.  | „Seal It Over”                                    | 3:51    |
| 6.  | „Whore” (tylko w wersji CD)                       | 3:59    |
| 7.  | „We'll Hang for That”                             | 3:57    |
| 8.  | „Half Life”                                       | 4:00    |
| 9.  | „Loop 21” (tylko w wersji CD)                     | 1:26    |
| 10. | „Get Out” (tylko w wersji CD)                     | 3:33    |
| 11. | „Job”                                             | 5:36    |
| 12. | „Loop 1”                                          | 1:05    |
| 13. | „Mother, My Body Disgusts Me” (tylko w wersji CD) | 4:55    |
| 14. | „Cop”                                             | 6:01    |
| 15. | „Only I Can Hear, Only I Can Touch”               | 2:43    |
| 16. | „Thug”                                            | 9:42    |
|     |                                                   | 1:04:42 |

- „Job” w wersji LP nosi tytuł „Job (Body to Body)”,
- „Your Game” jest wczesną wersją utworu „Your Property” z albumu Cop,
- „Whore” jest wczesną wersją utworu „Butcher” z albumu Cop,
- „Half Life”, „Job”, „Cop”, „Thug” są innymi wersjami utworów z albumu Cop,
- „Mother, My Body Disgusts Me” jest wczesną wersją utworu tytułowego z albumu Greed.

## Twórcy
- Michael Gira – śpiew, gitara basowa, taśmy
- Sue Hanel – gitara elektryczna
- Bob Pezzola – gitara elektryczna
- Norman Westberg – gitara elektryczna
- Thurston Moore – gitara basowa
- Dan Braun – gitara basowa
- Harry Crosby – gitara basowa
- Jonathan Kane – perkusja
- Mojo – perkusja, taśmy
- Roli Mosimann – perkusja, taśmy

## Reedycje
W 2000 nakładem Young God Records album (wraz z dodatkowym utworem „Raping a Slave” (Live Berlin 1984) o długości 9:02) został wydany ponownie jako część dwupłytowej reedycji pod tytułem Filth / Body to Body, Job to Job. W 2015 nakładem Young God Records i Mute Records ukazała się rozszerzona wersja tej reedycji pod tytułem Filth (Deluxe Edition) z trzecią płytą zawierającą minialbum Swans i dodatkowe utwory koncertowe.